# Schloss Erwitte

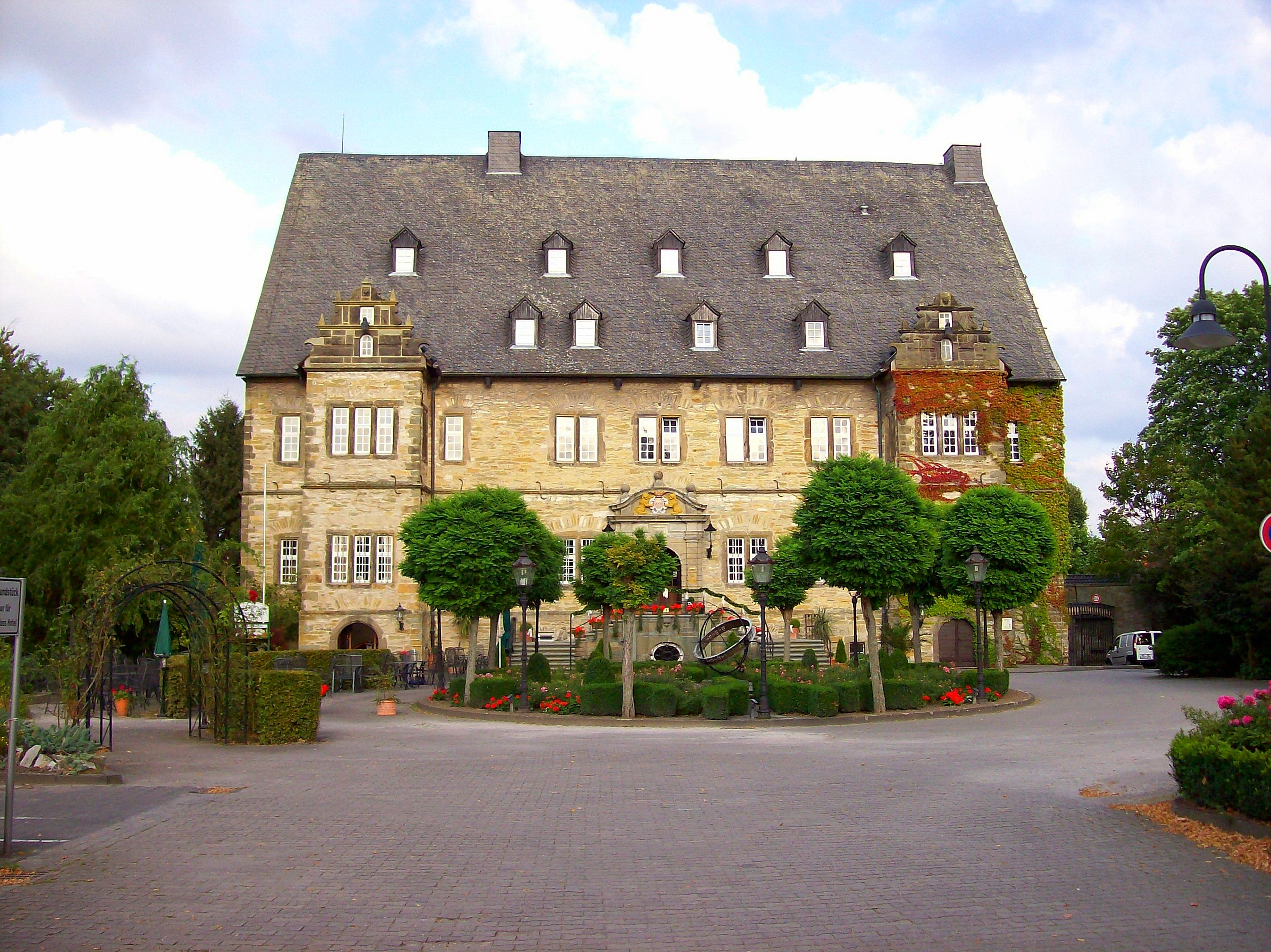
Eingang Schloss Erwitte

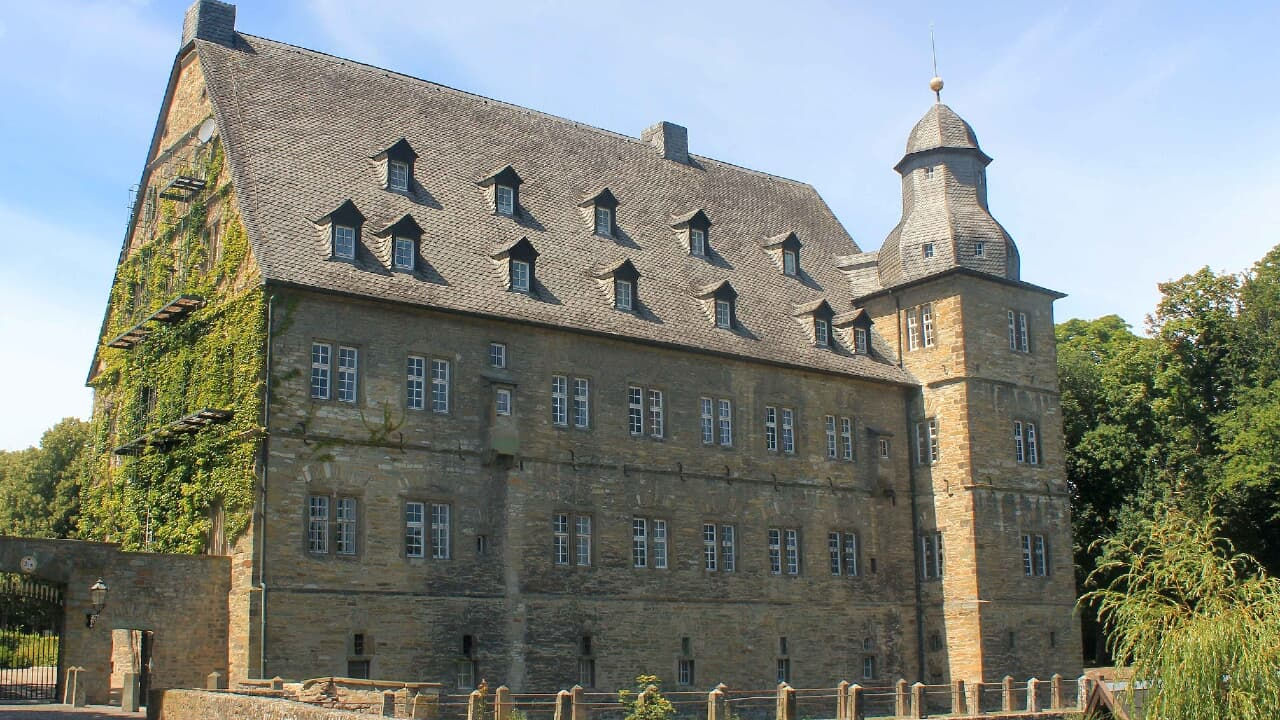
Rückseite Schloss Erwitte

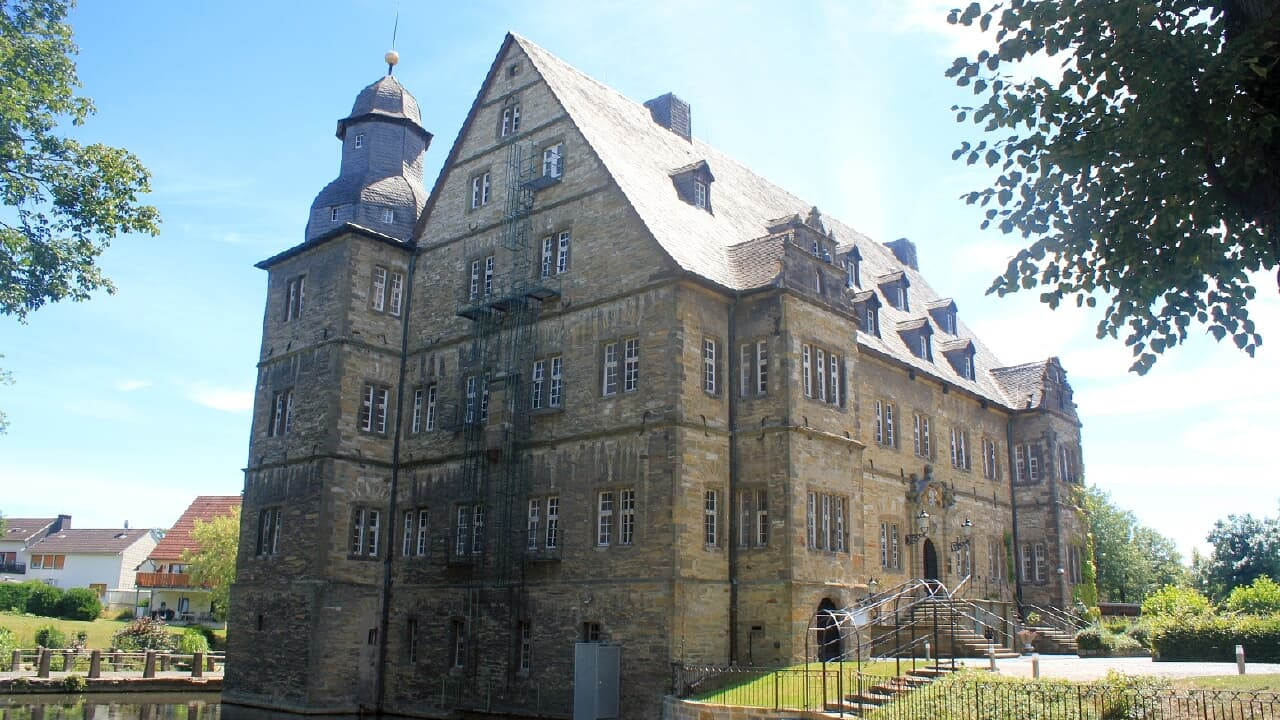
Giebelseite Schloss Erwitte

Schloss Erwitte ist ein historisches Wasserschloss in der Stadt Erwitte, Nordrhein-Westfalen. Mit seiner Architektur und der Lage inmitten eines weitläufigen Parks ist es heute ein bedeutendes Wahrzeichen der Region. 

## Geschichte

Die ehemalige „Horst-Wessel-Halle“ (heute: Festhalle) aus der Zeit des Nationalsozialismus. Adlerskulptur von Willy Meller.

Das Gelände des heutigen Schlosses Erwitte wurde erstmals im Jahr 1273 urkundlich erwähnt, als eine mittelalterliche Burg die Landschaft prägte. Im 17. Jahrhundert ließ die Adelsfamilie von Landsberg das heutige Schloss in der Nähe der Burg errichten.
Anschließend wechselte das Anwesen über Jahrhunderte mehrfach den Besitzer. Im 19. Jahrhundert fiel es an die Grafen von Landsberg-Velen und Gemen, bevor es 1920 von der Gemeinde Erwitte gekauft wurde. Ab 1932 ging das Schloss in den Besitz der Stadt Erwitte über und diente in der Zeit des Nationalsozialismus als Reichsschulungsburg, später als Hotel und Veranstaltungsort.
Im Jahr 2018 übernahm die Volker Westermann Unternehmensgruppe das Schloss und modernisierte es umfassend. Seit 2024 kooperiert das Schloss Erwitte mit dem Standesamt Hellweg der Stadt Erwitte bei der Ausrichtung von Hochzeiten.

## Architektur
Das Schloss ist ein bemerkenswertes Beispiel der Weserrenaissance und zeichnet sich durch seine großzügigen, prunkvollen Räume aus. Zu den bekanntesten Räumen gehören der Graf Landsberg Saal, der Rittersaal und der Gewölbekeller.

## Verkehrsanbindung
Schloss Erwitte liegt nahe der Städte Dortmund, Bielefeld, Münster und Paderborn und ist über die Autobahnen A2, A33 und A44 zu erreichen.